# Heinrich Gerhard Scherhorn
Heinrich Gerhard Scherhorn (* 5. November 1897 in Apelern; † 8. Juli 1972 in Köln) war ein deutscher Offizier im Ersten und Zweiten Weltkrieg, zuletzt in der Wehrmacht im Rang eines Obersts.

## Leben
Heinrich Scherhorn nahm am Ersten Weltkrieg teil und wurde 1918 gefangen genommen. 1919 wurde er aus französischer Gefangenschaft entlassen.
Scherhorn war während des Zweiten Weltkriegs u. a. Kommandeur des Sicherungs-Regiments 36 bei der 286. Sicherungs-Division, später bei der 221. Sicherungs-Division. Im Juli 1944 wurde der verwundete Oberstleutnant Scherhorn, mittlerweile Kommandeur des Landesschützen-Bataillons 675 der 4. Armee bei der Heeresgruppe Mitte, im Gebiet um den Fluss Beresina von der Roten Armee eingekesselt und gefangen genommen. (→Operation Bagration)
Scherhorns erste Vernehmung wurde im Moskauer Lubjanka-Gefängnis Ende September 1944 durchgeführt und er wurde gezwungen Erfahrungsberichte über die Partisanenbekämpfung in den besetzten Ostgebieten zu verfassen. Später wurde er zu einem konspirativen Treffen in einem kleinen Ort namens Sloboda, in der Nähe von Baryssau, gefahren. Dort traf er auf eine Gruppe sowjetischer GPU-Offiziere in deutschen Uniformen und diese empfingen später gemeinsam mit Scherhorn einen jungen SS-Offizier in russischer Uniform, welcher ein gefangen genommener Funker der SS-Jagdkampfeinheiten von Otto Skorzeny war, den man zu den Rückkämpfern der Kampfgruppe Scherhorn geschickt hatte um Kontakt aufzunehmen.
Im Zuge der Gefangennahme Scherhorns war die Identität einer sogenannten deutschen Kampfgruppe Scherhorn vom russischen Geheimdienst aufgebaut wurden, welche – von der Front überrollt – als Rückkämpfer nun vermeintlich hinter den feindlichen Linien verdeckt im Gebiet um Berezino agierte und aus circa 2.500 Mann einschließlich militärischem Gerät bestehen sollte. Durch fingierte Funksprüche in einem Funkspiel (wie deutscherseits bei der Operation Englandspiel), welche das Frontaufklärungskommando 103 der Heeresgruppe Mitte abfing, konnte die deutsche Abwehr und die SS-Jagdverbände unter Otto Skorzeny erfolgreich über die Existenz der Kampfgruppe getäuscht werden. Es wurde, entgegen allen Zweifeln auf deutscher Seite, von der Wehrmacht eine Aktion unter dem Decknamen Freischütz oder auch Scherhorn gestartet. Deren Ziel war es, die Kampfgruppe zu unterstützen bzw. zu evakuieren. Scherhorn, in sowjetischer Gefangenschaft, erhielt als Schlüsselfigur den Decknamen Schubin und „versorgte“ die deutschen Truppen mit Berichten über vermeintliche Sabotageaktionen. Die Operation, beim NKWD als Operation Beresino geführt, lief mit Hitlers Fürsprache bis Kriegsende. Die letzte Funkmeldung der Kampfgruppe Scherhorn wurde Anfang Mai 1945 empfangen. Scherhorn wurde mit der Mutmaßung, dass er weiterhin hinter den feindlichen Linien agierte, Mitte März 1945 zum Oberst befördert und Ende März 1945 mit dem Ritterkreuz ausgezeichnet.
Nach Kriegsende verblieb Scherhorn bis zum Sommer 1949 in Gefangenschaft in einem Lager bei Moskau. Noch in der Gefangenschaft versuchte der NKWD in Form von Pawel Sudoplatow das Anwerben des ebenfalls kriegsgefangenen Admirals Erich Raeder über Scherhorn durchzuführen, stellte aber persönliche Differenzen fest und ließ von diesem Vorhaben ab. Scherhorn kehrte nach seiner Freilassung in eine bürgerliche Existenz in Niedersachsen zurück.
Sein Sohn war der spätere Professor Gerhard Scherhorn.